# Silda (Finnmark)
Silda (en Nordsamisk Sildi) est une île inhabitée du comté de Finnmark, sur la côte de la mer de Norvège. L'île fait partie la municipalité de Loppa.

## Description
L'île de 48 km2 se trouve dans la mer de Lopphavet, au nord des villages de Bergsfjord (en) et Sør-Tverrfjord (en) sur le continent.
L'île est très montagneuse, la plus haute étant la haute montagne de Sunnáčohkka (628 mètres). Les découvertes archéologiques sur les îles comprennent des monticules de ferme, des traces de maisons, des cairns funéraires de l'âge du fer et du Moyen Âge.